# サウス・バンク (ロンドン)
サウス・バンク（South Bank）とは、ロンドンのテムズ川南岸に接する、サザーク区とランベス区に跨がる地域の名称である。
以前は倉庫街だったこの地区は、1980年代以降に開発が進み、特にここ数年、ミレニアム事業の一環としてロンドン・アイなど様々な施設が作られ注目を浴びている。コンサート・ホール、劇場、美術館、レストランがひしめいており、ロンドンを観光する上で外せないエリアである。

## 主な見所
- ロンドン・アイ

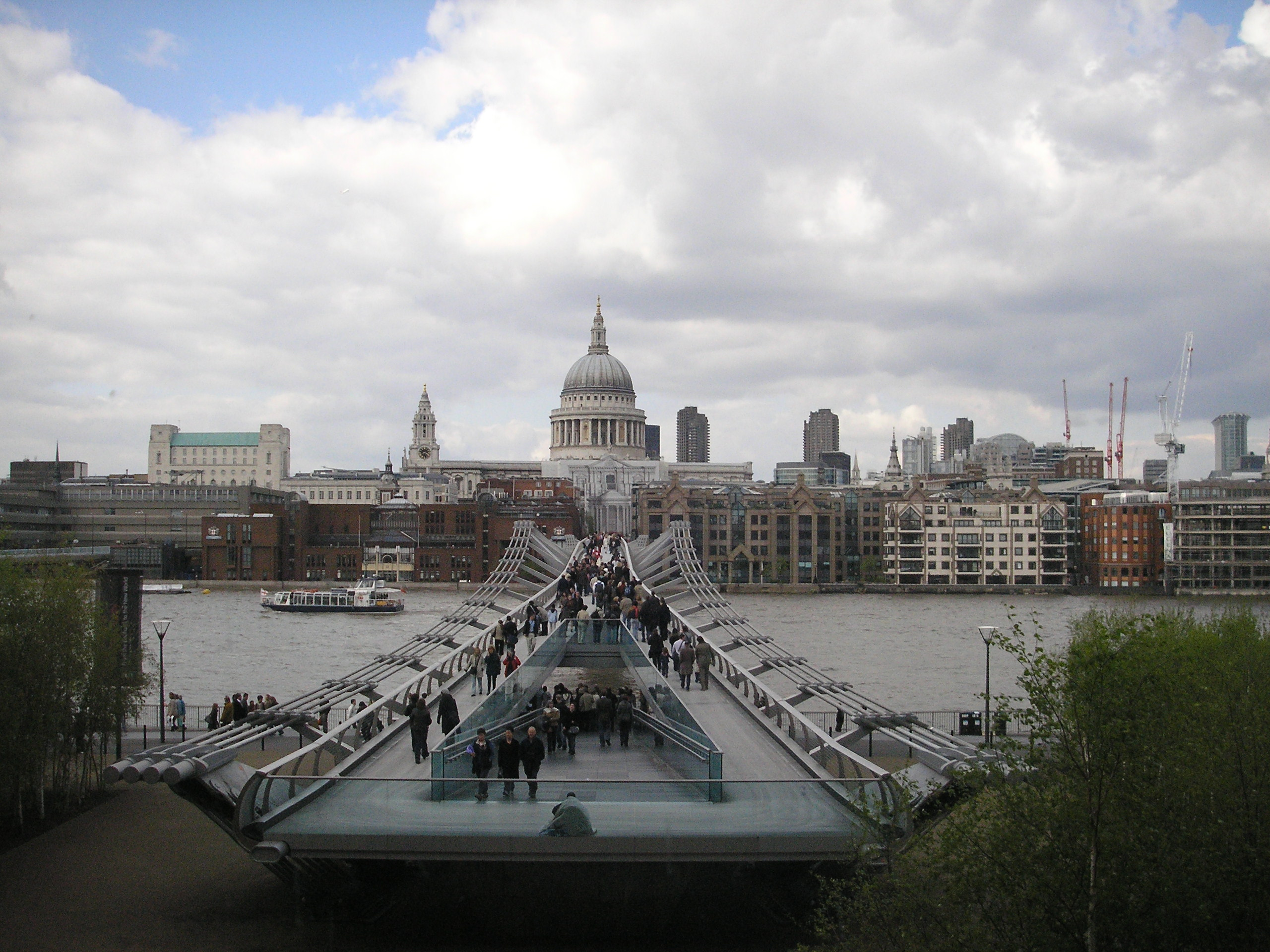
サザーク区にあるテート・モダンから見る、テムズ川に架かるミレニアム・ブリッジと対岸シティにあるセント・ポール大聖堂。

- ミレニアム・マイル（テムズ川南岸沿いの遊歩道）
- グローブ座
- ロイヤル・ナショナル・シアター
- BFIサウス・バンク （旧ナショナル・フィルム・センター）
- ロイヤル・フェスティバル・ホール
- サウスバンク・センター
- ヘイワード・ギャラリー
- サーチ・ギャラリー
- テート・モダン
- デザイン博物館
- 庭園史博物館